# Arkansas
Arkansas ([ˈɑrkənsɔ] ⓘ) este unul din cele 50 de state ale Statelor Unite ale Americii, considerat a face parte din zona din sudului acestora.  Devenit stat la 15 iunie 1836, ca cel de-al douăzeci și cincilea stat al Uniunii, statul Arkansas a fost precedat organizatoric de entitatea teritorial administrativă numită Teritoriul Arkansas (în engleză, Arkansas Territory) care a fost un teritoriu organizat al Statelor Unite, care a ființat între 4 iulie 1819 până la data admiterii în Uniune. 
Arkansas se învecinează cu alte șase state ale Uniunii, cu Oklahoma și Texas, la vest, cu Louisiana, la sud, cu Mississippi și Tennessee, la est, respectiv cu Missouri, la nord, având granița sa estică definită în majoritatea sa de fluviul Mississippi.  Geografia statului este diversă, variind de la zone montane, așa cum sunt munții Ozarks și Ouachita Mountains până la zonele joase aflate de-a lungul Mississippi River.  Cel mai mare oraș și capitala statului este Little Rock.

## Clima
Arkansas are o climă subtropicală umedă, temperat-continentală umedă în zonele înalte din nord. Deși nu are ieșire la Golful Mexic, Arkansas este destul de aproape de el încât acesta să reprezinte principala influență climatică asupra statului. În general, Arkansas are veri călduroase și umede, și ierni blânde, mai puțin umede. În Little Rock, temperaturile zilnice sunt în medie de 32 °C vara și aproape 10 °C iarna. Precipitațiile anuale au o medie de 1.000–1.500 mm, mai mare în sud și mai redusă în nord. Cad și ninsori, dar nu excesiv, dimensiunea stratului de zăpadă fiind de 13 cm.
În ciuda climei subtropicale, Arkansas are parte uneori și de fenomene extreme. Aflat între Marile Câmpii și statele zonei Golfului, Arkansas are aproximativ 60 de zile pe an cu furtuni. Ca parte din Aleea Tornadelor, prin Arkansas trec și tornade, câteva din cele mai distructive din istorie lovind și acest stat. Deși se află destul de departe de coastă pentru a nu fi lovit direct de un uragan, Arkansas poate fi lovit de resturile unui ciclon tropical care lasă cantități mari de precipitații într-un timp scurt și cauzează tornade.
Creșterile de debit ale White River au cauzat de-a lungul vremii inundații în orașele de pe cursul său din estul statului Arkansas.

## Geografie
Fluviul Mississippi formează mare parte din limita estică a Arkansasului, cu excepția ținuturilor Clay și Greene unde Râul Sf. Francisc fomează granița vestică a așa-numitului Călcâi Missouri, și în zeci de locuri în care cursul fluviului Mississippi s-a modificat față de poziția sa specificată oficial. Arkansas se învecinează la sud cu Louisiana, la nord cu Missouri, la est cu Tennessee și Mississippi, și la vest cu Texas și Oklahoma.
Zona joasă din sud este cunoscută după principalele ei componente, Delta și Marea Prerie. Delta Arkansas este o zonă plată cu soluri aluviale formate de inundările repetate produse de râul Mississippi. Mai departe de râu, în porțiunea sud-estică a statului, Marea Prerie constă dintr-un peisaj mai deluros. Ambele sunt regiuni agricole fertile.
Regiunea Deltei este tăiată de o formațiune geologică denumită Crowley's Ridge. O bandă îngustă de dealuri, Crowley's Ridge se ridică de la 75 la 150 m peste câmpia aluvială din jur și străjuiește multe dintre orașele importante din estul Arkansasului.
Arkansasul de nord-vest face parte din Platoul Ozark ce include Munții Boston, la sud se află Munții Ouachita și aceste regiuni sunt despărțite de râul Arkansas. Toate aceste lanțuri muntoase fac parte din regiunea muntoasă interioară din SUA, singura zonă muntoasă aflată între Munți Stâncoși și Munții Apalași. Cel mai înalt vârf din stat este vârful Magazine din Munții Ozark, cu o altitudine de 839 m peste nivelul mării.

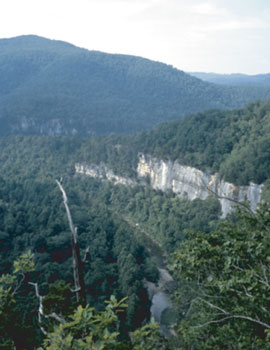
Buffalo National River, una din atracțiile ce i-au adus Arkansasului porecla de Statul Natural.

În Arkansas se află numeroase peșteri, cum ar fi Peșterile Blanchard Springs. Este singurul stat american din care se extrage diamant (în apropiere de Murfreesboro).
Numeroase zone protejate, ca parcuri naționale, se află în Arkansas. Printre acestea se numără:
- Monumentul Național Arkansas Post de la Gillett
- Buffalo National River
- Situl istoric național Fort Smith
- Parcul Național Hot Springs
- Situl istoric național Liceul Central Little Rock
- Parcul Militar Național Pea Ridge

Drumul istoric al lacrimilor trece și el prin Arkansas.

## Istorie
Primul european care a ajuns în Arkansas a fost exploratorul spaniol Hernando de Soto la sfârșitul secolului al XVI-lea. Arkansas este unul din statele formate pe teritoriul cumpărat de la Napoleon Bonaparte cu ocazia Achiziției Louisianei. Printre popoarele amerindiene care trăiau în Arkansas înainte de venirea europenilor se numărau Quapaw, Caddo, și Osage. În procesul de împingere a lor spre vest, Cele cinci triburi civilizate au trăit în Arkansas în perioada când acesta era teritoriu.

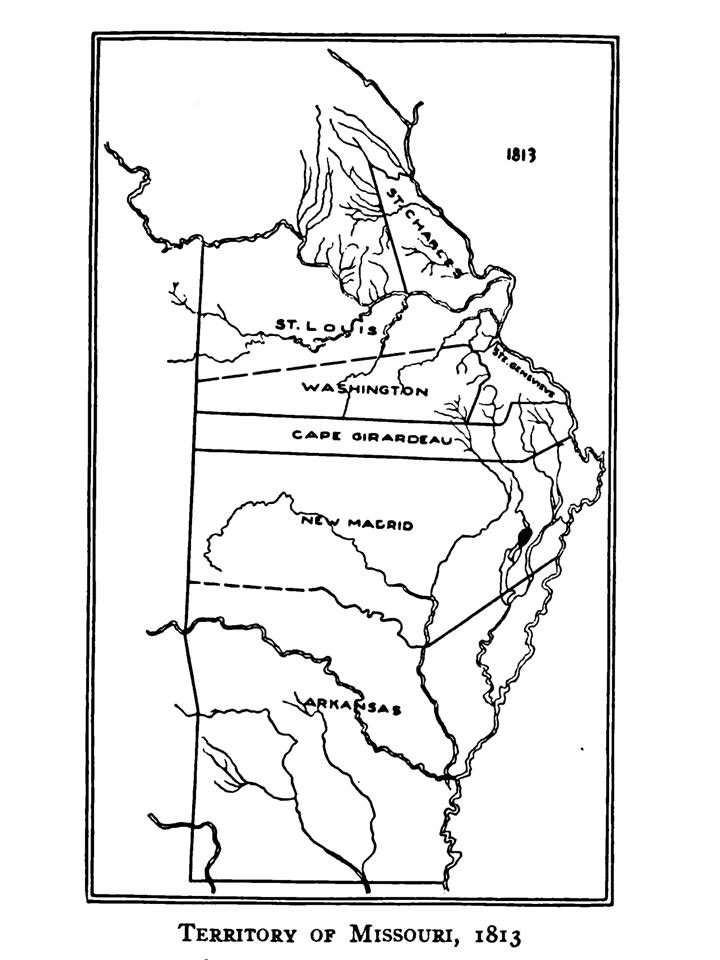
Territoriul Missouri (1813)

Teritoriul Arkansaw a fost organizat la 4 iulie 1819, și la 15 iunie 1836, statul Arkansas a fost admis în Uniune ca al 25-lea stat și al 13-lea stat sclavagist. În zona deltei a început să se cultive bumbac, și aici au fost ținuți și cei mai mulți sclavi afroamericani. În alte zone, se practica agricultura de subzistență în ferme mici.
Arkansas a jucat un rol important în susținerea Texasului în războiul său de independență împotriva Mexicului, trimițând trupe și ajutor material în Texas pentru a susține războiul. Proximitatea orașului Washington de granița cu Texas a implicat acest oraș în Revoluția Texană din 1835-36. 
După începutul războiului americano-maxican în 1846, Washington a devenit un punct de întâlnire pentru trupele de voluntari. Governatorul Thomas S. Drew a dat o proclamație prin care a cerut statului să dea un regiment de cavalerie și un batalion de infanterie pentru armata Statelor Unite. Zece companii s-au format aici, alcătuind primul Regiment de Cavalerie al statului Arkansas.
În est, în Delta Mississippi, au fost cele mai mari plantații de bumbac, unde munceau sclavi aduși de proprietarii de plantații sau importați din alte zone mai nordice. Înaintea războiului civil, în 1860, erau 111.115 sclavi negri, puțin mai mult de 25% din populația statului.
Arkansas a refuzat să se alăture Statelor Confederate ale Americii până când Președintele Statelor Unite Abraham Lincoln a cerut trupe pentru a răspunde la atacul forțelor confederate de la Fort Sumter, Carolina de Sud. Statul Arkansas s-a separat de Uniune la 6 mai 1861 și a fost apoi scena a numeroase bătălii pe scară mică din timpul războiului civil american.
Conform Legii Reconstrucției Militare, Congresul a reprimit Arkansasul în Uniune în luna iunie 1868. Legislativul Reconstrucției a dat vot universal pentru bărbați și a înființat un sistem educațional public. După mai mulți ani, pe măsură ce democrații au început să recapete puterea politică, legislativul a adoptat o nouă constituție în 1874. 
În 1874, războiul Brooks-Baxter, o luptă politică între diverse facțiuni ale Partidului Republican, s-a desfășurat la Little Rock și în cadrul guvernului statului. Ea a fost rezolvată doar când Președintele Ulysses S. Grant i-a ordonat lui Joseph Brooks să își împrăștie militanții.
După Reconstrucție, în Arkansas au început să vină din ce în ce mai mulți imigranți. Întâi, au venit oameni recrutați pentru munci agricole în zona Deltei. Imigrația a continuat și în primele decenii ale secolului al XX-lea. Mulți chinezi, italieni, sirieni și est-europeni sosiți au făcut din Delta Mississippi cea mai diversă zonă a statului. În plus, unii negri au venit în această zonă din cauza oportunitățile de dezvoltare a zonei și deoarece aveau șansa de a fi proprietari de pământ. Chinezii și italienii au părăsit muncile agricole rapid. Mulți chinezi au devenit negustori de succes în micile orașe și și-au trimis copiii la colegiu.
Construcția de căi ferate a permis mai multor fermieri să își distribuie produsele pe piață și a dus la dezvoltarea mai multor părți ale statului. În câțiva ani de la sfârșitul secolului al XIX-lea, de exemplu, populația localității Eureka Springs din ținutul Carroll a crescut la 10.000 de oameni, devenind destinație turistică și al patrulea oraș al statului.

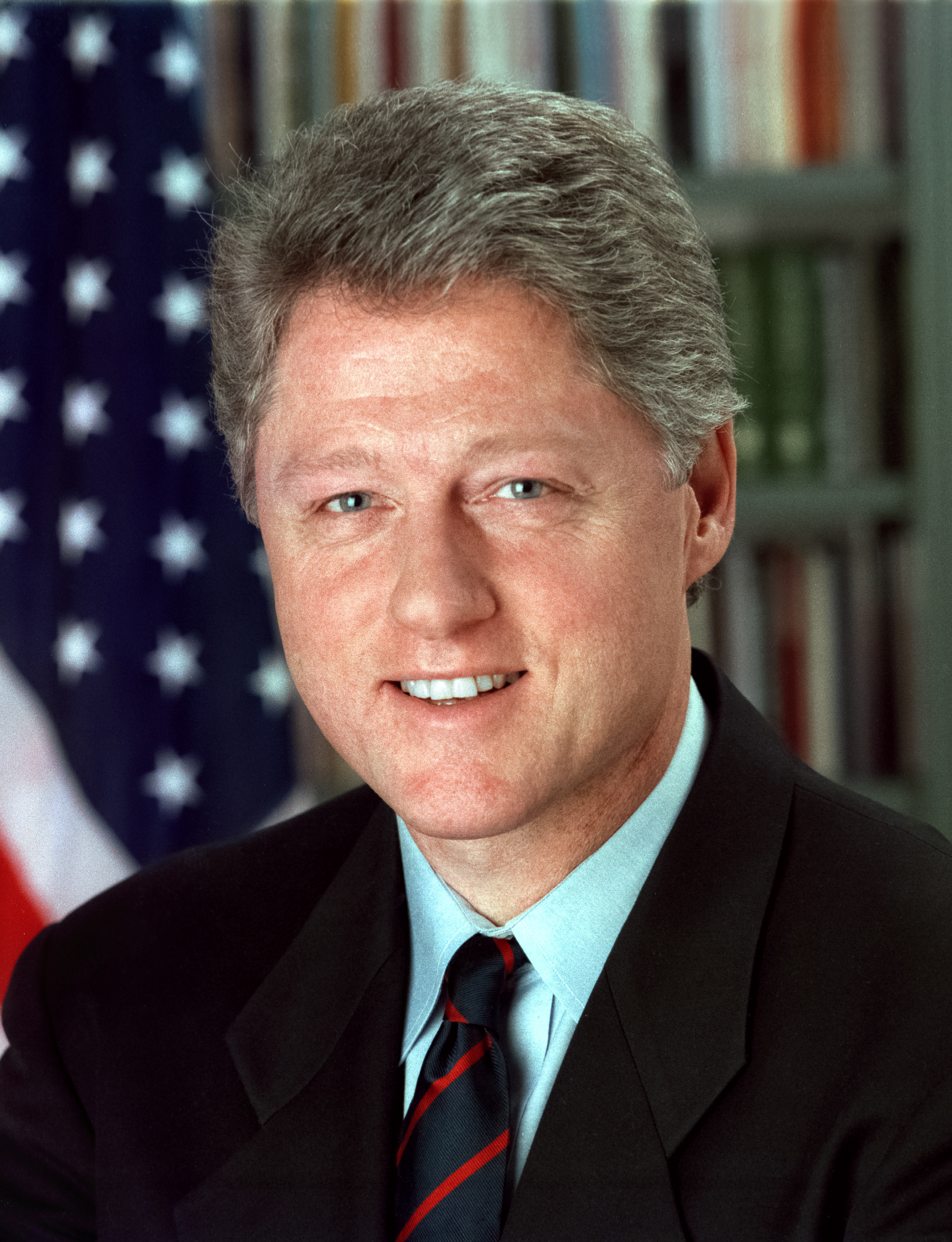
Bill Clinton al 42-lea Președinte al Statelor Unite, s-a născut în statul Arkansas

Spre sfârșitul anilor 1880, înrăutățirea situației agriculturii a încurajat mișcări populiste, care au dus la crearea unor coaliții interrasiale. În anii 1890, democrații din Arkansas au avut dificultăți în a se menține la putere și au imitat alte state din Sud, adoptând legi și amendamente constituționale care au privat de drepturi electorale pe negri și pe albii săraci. În 1891, legislativul statului a adoptat o lege prin care se instituia un test obligatoriu de alfabetism, știut fiind că mulți negri și unii albi aveau să fie excluși de la vot, într-un moment când 25% din populație nu știa să scrie și să citească. În 1892 constituția statului a fost amendată prin includerea unei taxe electorale și a unor cerințe privind rezidența, ceea ce a afectat dreptul electoral al săracilor. Până în 1900, Partidul Democrat a extins utilizarea alegerilor primare pentru albi, eliminând și mai mult negrii din procesul politic, întrucât toată competiția electorală se desfășura în alegerile primare. Statul a fost unul cu partid unic multe decenii.
Între 1905 și 1911, Arkansas a început să primească un aflux de imigranți germani, slovaci și irlandezi. Germanii și slovacii s-au așezat în partea estică a statului, în prerie, iar irlandezii au format mici comunități în zona de sud-est. Germanii erau mai ales catolici, iar slovacii luterani. Irlandezii erau protestanți din Ulster, Irlanda de Nord, Regatul Unit
După cazul Brown v. Topeka Board of Education din 1954, Cei nouă de la Little Rock au adus Arkansasul în atenția țării când guvernul federal a intervenit pentru a-i apăra pe elevii afroamericani care încercau să studieze la un liceu din capitala statului Arkansas. Governatorul Orval Faubus a ordonat Gărzii Naționale să-i ajute pe segregaționiști să împiedice nouă elevi afroamericani să se înscrie la Liceul Central din Little Rock. După ce a încercat de trei ori să-l contacteze pe Faubus, Președintele Dwight D. Eisenhower a trimis 1.000 de soldați ai Divizei 101 Aeropurtate să-i escorteze și să-i protejeze pe elevii afroamericani la intrarea în școală la 25 septembrie 1957. Sfidând hotărârile judecătorești federale în favoarea integrării, guvernatorul și primăria Little Rock au închis liceele până la sfârșitul anului școlar. Până în toamna lui 1959, segregația rasială a fost eliminată din liceele din Little Rock.
Bill Clinton, al 42-lea Președinte al Statelor Unite, s-a născut în Hope, Arkansas. Înainte de a fi președinte, Clinton a fost timp de doisprezece ani guvernator al statului Arkansas.

## Demografie

### Structura rasială

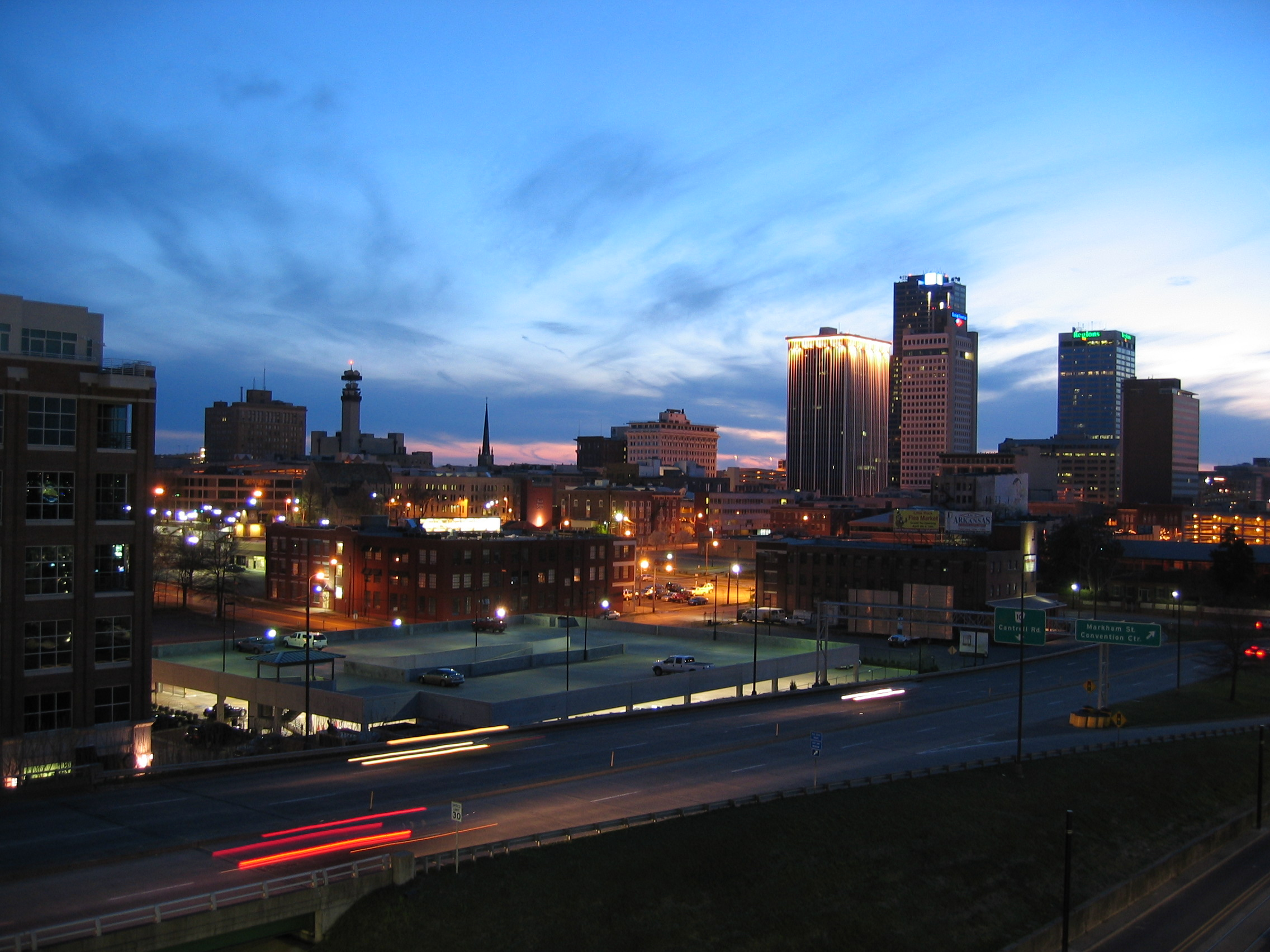
Capitala și cel mai mare oraș al statului: Little Rock

Populația totală a statului în 2010: 2,915,918
Structura rasială în conformitate cu recensământul din 2010:
- 77.0% Albi (2,245,229)
- 15.4% Negri (449,895)
- 3.6% Altă rasă (99,571)
- 2.0% Două sau mai multe rase (57,010)
- 1.2% Asiatici (36,102)
- 0.8% Amerindieni (22,248)
- 0.2% Hawaieni Nativi sau locuitori ai Insulelor Pacificului (5,863)

### 2006
În 2006, populația estimată a statului Arkansas era de 2.810.872 de locuitori, în creștere cu 29.154, sau 1,1%, față de anul anterior și cu 105.756, sau 4%, din anul 2000. Aceasta include o creștere naturală de 52.214 (198.800 de nașteri minus 146.586 de decese) și o imigrație de 57.611 de persoane. Imigrația din exteriorul Statelor Unite este responsabilă pentru o creștere netă de 21.947 de persoane, iar cea din alte state a produs o creștere de 35.664 de locuitori. Se estimează că aproximativ 48,8% din populație sunt bărbați, și 51,2% femei. Între 2000 și 2006, Arkansas a avut o creștere demografică de 5,1% sau de 137.472 de locuitori. Densitatea de locuitori a statului este de 19,81 locuitori/km².
Centrul de populație al statului se află în colțul nord-vestic al ținutului Perry.

## Economie

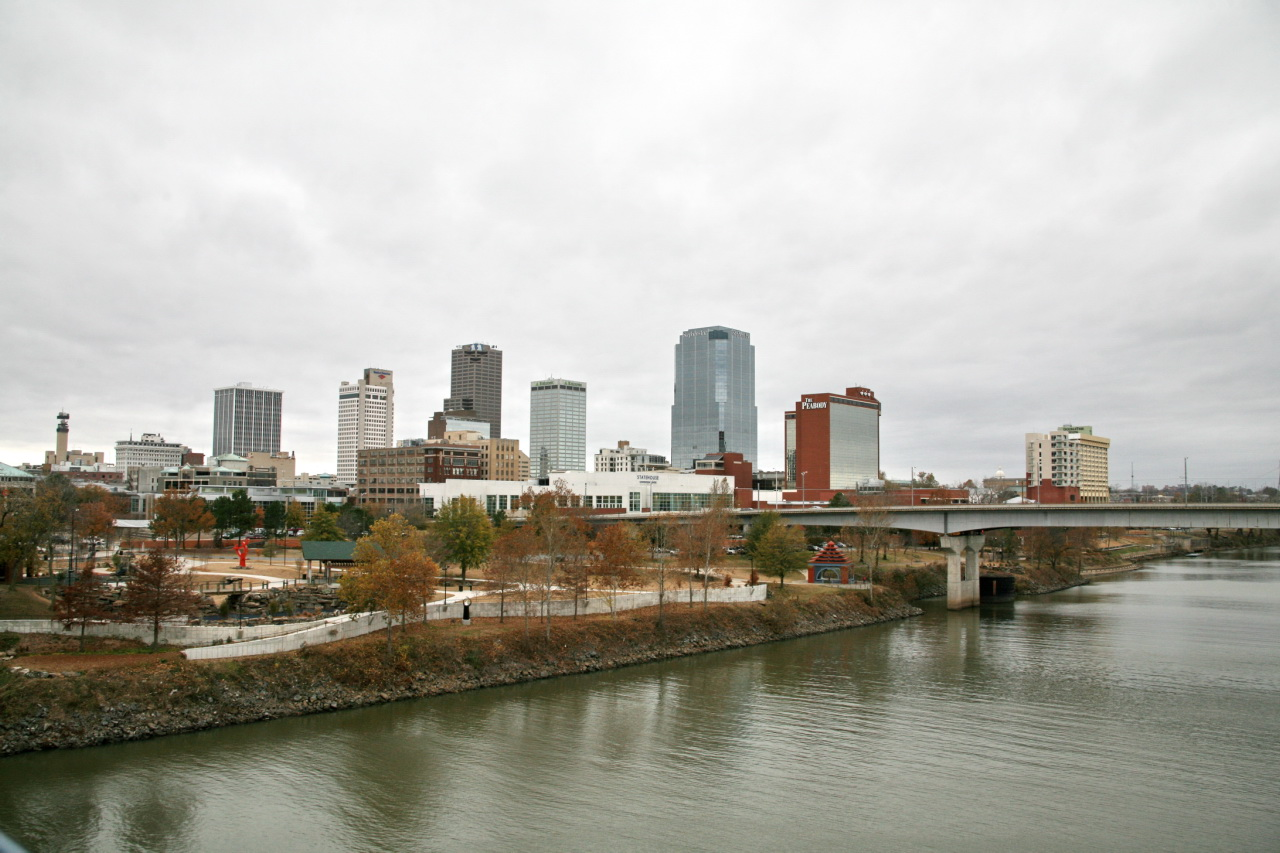
Panorama orașului Little Rock, capitala

PIB-ul (produsul intern brut) al statului Arkansas a fost de $176.24 miliarde USD în 2023. Iar venitul Per cap de locuitor din același an a fost de $54.347 USD, plasând Arkansas pe locul 46 în uniune, ci venitul mediu pe locuință a fost de $55.432 USD, al 47-lea în uniune. Producțiile agricole ale statului sunt carne de pasăre și ouă, soia, sorg, bovine, bumbac, orez, porcine și lapte. Producțiile sale industriale sunt prelucrarea alimentelor, echipamente electrice, produse metalice fabricate, utilaje și produse din hârtie. Minele din Arkansas produc gaze naturale, petrol, piatră zdrobită, brom și vanadiu. Începând cu 2014, era statul cu cel mai scăzut cost de viață din țară.
În iulie 2023, rata șomajului în stat era de 2,6%; rata preliminară pentru decembrie 2023 este de 3,4%.

### Industrie și comerț
Astăzi, doar aproximativ trei procente din populație sunt angajate în sectorul agricol, acesta rămâne o parte majoră a economiei statului, clasându-se pe locul 13 în țară în ceea ce privește valoarea produselor vândute. Arkansas este cel mai mare producător de orez, pui de carne și curcani din țară, și se situează în primii trei la bumbac, puicuțe și acvacultură. Silvicultura rămâne puternică în Arkansas Timberlands, iar statul se clasează pe locul patru la nivel național și pe primul loc în Sud în producția de cherestea de rășinoase. Producătorii de piese auto au deschis fabrici în estul Arkansasului pentru a sprijini uzinele auto din alte state. Bauxita a fost anterior o mare parte a economiei statului, extrasă în principal în jurul comitatului Saline.
Turismul este, de asemenea, foarte important pentru economia Arkansasului; porecla oficială a statului „Statul Natural” a fost creată pentru publicitatea turistică de stat în anii 1970 și este folosită și în prezent.

## Transporturi

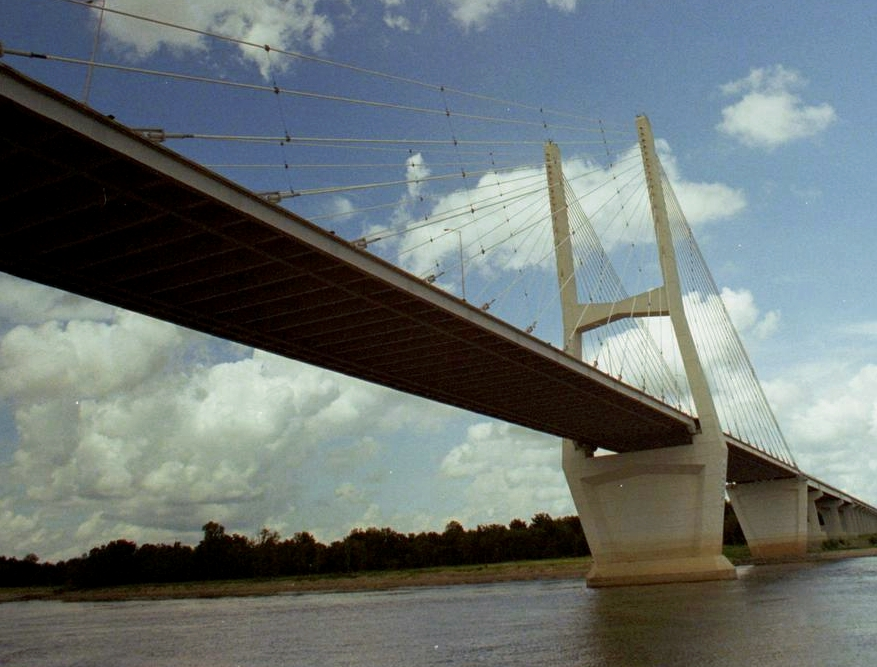
Podul Greenville, care trece peste fluviul Mississippi

Transportul în Arkansas este controlat de Departamentul de Transport din Arkansas (ArDOT), cu sediul în Little Rock. Statul a primit un sistem de autostrăzi în 1924, care este compus din 8 autostrăzi și 20 de rute U.S. Sistemul era construit pentru a conecta orașele majore și pentru a deschide legături externe cu alte state. 
Arkansas este deservit de 4,430 km de căi ferate, împărțite între 26 de companii de căi ferate. Gări industriale sunt concentrate în sud-estul statului, pentru a deservi industriile statului. Trenuri de pasageri sunt prezenți și leagă aproape toate localitățile statului între ele.
Totodată, Arkansas benefică de comerț, ci transport fluvial pe scară mică din cauza fluviului Mississippi. Numeroase poduri trec peste râu.
Există patru aeroporturi cu servicii comerciale: Aeroportul Național Clinton (fostul Aeroport Național Little Rock sau Adams Field), Aeroportul Regional Northwest Arkansas, Aeroportul Regional Fort Smith și Aeroportul Regional Texarkana, cu zeci de aeroporturi mai mici în stat. Deseori cu piste nepavate.